# بروسلي (لويزيانا)
بروسلي (بالإنجليزية: Brusly, Louisiana)‏ هي بلدة أمريكية تقع في الولايات المتحدة في لويزيانا. يقدر عدد سكانها بـ 2,020 نسمة .

## التركيبة السكانية
حدّد مكتب تعداد الولايات المتحدة بيانات التركيبة السكانية لبروسلي في تعداد الولايات المتحدة. في ما يلي، التركيبة السكانية حسب تعدادي 2000 و2010.

### تعداد عام 2000
بلغ عدد سكان بروسلي 2,020 نسمة بحسب تعداد عام 2000، وبلغ عدد الأسر 749 أسرة وعدد العائلات 588 عائلة مقيمة في البلدة. في حين سجلت الكثافة السكانية 352.5 نسمة لكل كيلومتر مربع (913.0/ميل2). وبلغ عدد الوحدات السكنية 783 وحدة بمتوسط كثافة قدره 136.6 لكل كيلومتر مربع (353.8/ميل2).
وتوزع التركيب العرقي للبلدة بنسبة 72.77% من البيض و25.74% من الأمريكيين الأفارقة و0.15% من الأمريكيين الأصليين و0.15% من الأمريكيين ذوي الأصول الآسيوية و0.15% من سكان جزر المحيط الهادئ و0.25% من الأعراق الأخرى و0.79% من عرقين مختلطين أو أكثر و0.89% من الهسبانيون أو اللاتينيون من أي عرق.
بلغ عدد الأسر 749 أسرة كانت نسبة 40.9% منها لديها أطفال تحت سن الثامنة عشر تعيش معهم، وبلغت نسبة الأزواج القاطنين مع بعضهم البعض 59.5% من أصل المجموع الكلي للأسر، ونسبة 15.1% من الأسر كان لديها معيلات من الإناث دون وجود شريك،  بينما كانت نسبة 3.9% من الأسر لديها معيلون من الذكور دون وجود شريكة وكانت نسبة 21.5% من غير العائلات. تألفت نسبة 19.2% من أصل جميع الأسر من عدة أفراد يعيشون في نفس المنزل ونسبة 8.9% كانت تتألف من شخص يعيش بمفرده يبلغ من العمر 65 عاماً أو أكثر. وبلغ متوسط حجم الأسرة المعيشية 2.70، أما متوسط حجم العائلات فبلغ 3.09.
بلغ العمر الوسطي للسكان 36.4 عاماً. وكانت نسبة 26.4% من القاطنين تحت سن الثامنة عشر، وكانت نسبة 9.1% بين الثامنة عشر والرابعة والعشرين عاماً، ونسبة 27.1% كانت واقعةً في الفئة العمرية ما بين الخامسة والعشرين والرابعة والأربعين عاماً، ونسبة 26.4% كانت ما بين الخامسة والأربعين والرابعة والستين، ونسبة 11% كانت ضمن فئة الخامسة والستين عاماً فما فوق. يوجد لكل 100 أنثى 92.3 ذكر، ويوجد لكل 100 أنثى في الثامنة عشر من عمرها فما فوق 88.1 ذكر.
بلغ متوسط دخل الأسرة في البلدة 47,619 دولارًا، أما متوسط دخل العائلة فبلغ 55,100 دولارًا. وكان متوسط دخل الذكور 37,330 دولارًا مقابل 25,719 دولارًا للإناث. وسجل دخل الفرد الخاص بالبلدة 18,060 دولارًا. وكانت نسبة 5.9% من العائلات ونسبة 6.7% من السكان تحت خط الفقر، وكان من هؤلاء نسبة 8% تحت سن الثامنة عشر ونسبة 13.5% في الخامسة والستين من العمر وما فوق.

### تعداد عام 2010
بلغ عدد سكان بروسلي 2,589 نسمة بحسب تعداد عام 2010، وبلغ عدد الأسر 939 أسرة وعدد العائلات 709 عائلة مقيمة في البلدة. في حين سجلت الكثافة السكانية 451.8 نسمة لكل كيلومتر مربع (1,170.2/ميل2). وبلغ عدد الوحدات السكنية 989 وحدة بمتوسط كثافة قدره 172.6 لكل كيلومتر مربع (447.0/ميل2).
وتوزع التركيب العرقي للبلدة بنسبة 74.28% من البيض و23.75% من الأمريكيين الأفارقة و0.08% من الأمريكيين الأصليين و0.23% من الأمريكيين ذوي الأصول الآسيوية و0.46% من الأعراق الأخرى و1.20% من عرقين مختلطين أو أكثر و2.51% من الهسبانيون أو اللاتينيون من أي عرق.
بلغ عدد الأسر 939 أسرة كانت نسبة 38.7% منها لديها أطفال تحت سن الثامنة عشر تعيش معهم، وبلغت نسبة الأزواج القاطنين مع بعضهم البعض 55.8% من أصل المجموع الكلي للأسر، ونسبة 15.3% من الأسر كان لديها معيلات من الإناث دون وجود شريك،  بينما كانت نسبة 4.4% من الأسر لديها معيلون من الذكور دون وجود شريكة وكانت نسبة 24.5% من غير العائلات. تألفت نسبة 20.7% من أصل جميع الأسر من عدة أفراد يعيشون في نفس المنزل ونسبة 8.1% كانت تتألف من شخص يعيش بمفرده يبلغ من العمر 65 عاماً أو أكثر. وبلغ متوسط حجم الأسرة المعيشية 2.76، أما متوسط حجم العائلات فبلغ 3.20.
بلغ العمر الوسطي للسكان 38.2 عاماً. وكانت نسبة 25.9% من القاطنين تحت سن الثامنة عشر، وكانت نسبة 9.3% بين الثامنة عشر والرابعة والعشرين عاماً، ونسبة 24.8% كانت واقعةً في الفئة العمرية ما بين الخامسة والعشرين والرابعة والأربعين عاماً، ونسبة 27.7% كانت ما بين الخامسة والأربعين والرابعة والستين، ونسبة 12.4% كانت ضمن فئة الخامسة والستين عاماً فما فوق. وتوزع التركيب الجنسي للسكان بنسبة 47.4% ذكور و52.6% إناث.